# Tofta socken, Skåne
Tofta socken i Skåne ingick i Rönnebergs härad, uppgick 1969 i Landskrona stad och området ingår sedan 1971 i Landskrona kommun och motsvarar från 2016 Tofta distrikt.
Socknens areal är 9,19 kvadratkilometer varav 9,17 land. År 2000 fanns här 464 invånare. Godset och orten Axeltofta, orten Munkebäck, en del av tätorten Häljarp samt sockenkyrkan Tofta kyrka ligger i socknen.

## Administrativ historik
Socknen har medeltida ursprung. 
Vid kommunreformen 1862 övergick socknens ansvar för de kyrkliga frågorna till Tofta församling och för de borgerliga frågorna bildades Tofta  landskommun. Landskommunen uppgick 1952 Rönneberga landskommun som upplöstes 1969 då denna del uppgick i Landskrona stad som 1971 ombildades till Landskrona kommun. Församlingen uppgick 2005 Asmundtorp-Tofta församling som 2010 uppgick i Häljarps församling.
1 januari 2016 inrättades distriktet Tofta, med samma omfattning som församlingen hade 1999/2000.
Socknen har tillhört län, fögderier, tingslag och domsagor enligt vad som beskrivs i artikeln Rönnebergs härad. De indelta soldaterna tillhörde Norra skånska infanteriregementet, Rönnebergs kompani och Skånska husarregementet, Fjerresta skvadron, Billeholms kompani.

## Geografi
Tofta socken ligger närmast sydost om Landskrona vid Öresund med Saxån i söder. Socknen är en odlingsbygd.

## Fornlämningar
15 boplatser och en dös från stenåldern är funna. Från bronsåldern finns gravhögar, många nu överodlade.

## Namnet
Namnet skrevs 1361 Toftä och kommer från kyrkbyn. Namnet inenhåller toft, 'tomt'..